# 용면
용면(龍面)은 전라남도 담양군의 북부에 위치한 면이다. 면적은 62.62km2이고, 2021년 기준 인구는 약 1천840명이다. 

## 행정 구역
- 도림리(道林里)
  - 도림
- 두장리(斗長里)
  - 두장
  - 장찬ㆍ서평
- 쌍태리(雙台里)
  - 쌍태ㆍ태월ㆍ해오름
- 용연리(龍淵里)
  - 분통
  - 용동
  - 용평
- 용치리(龍峙里)
  - 용치
  - 천치
- 월계리(月桂里)
  - 월계ㆍ복리암
- 추성리(秋城里)
  - 추성ㆍ두메
  - 와산
  - 신흥
- 통천리(桶泉里)
  - 박곡ㆍ종방
  - 매월
  - 통시암

## 교육
- 용면초등학교